# Mireille Balestrazzi
Mireille "Ballen" Ballestrazzi (Orange, 1954. szeptember 2. –) a Bűnügyi Rendőrség Nemzetközi Szervezete (Interpol) volt elnöke. A 4 éves hivatali idejét 2012-ben kezdte. Korábbi pozíciói között van az Európai Interpol igazgatóhelyettese, és a Párizsi Központi Ügyészségi Nyomozóhivatal vezérigazgatója. Valamint a Francia Köztársaság Becsületrendjének tulajdonosa. Ballestrazzi a Francia Nemzeti Rendőr-akadémián végzett.